# Řitní otvor

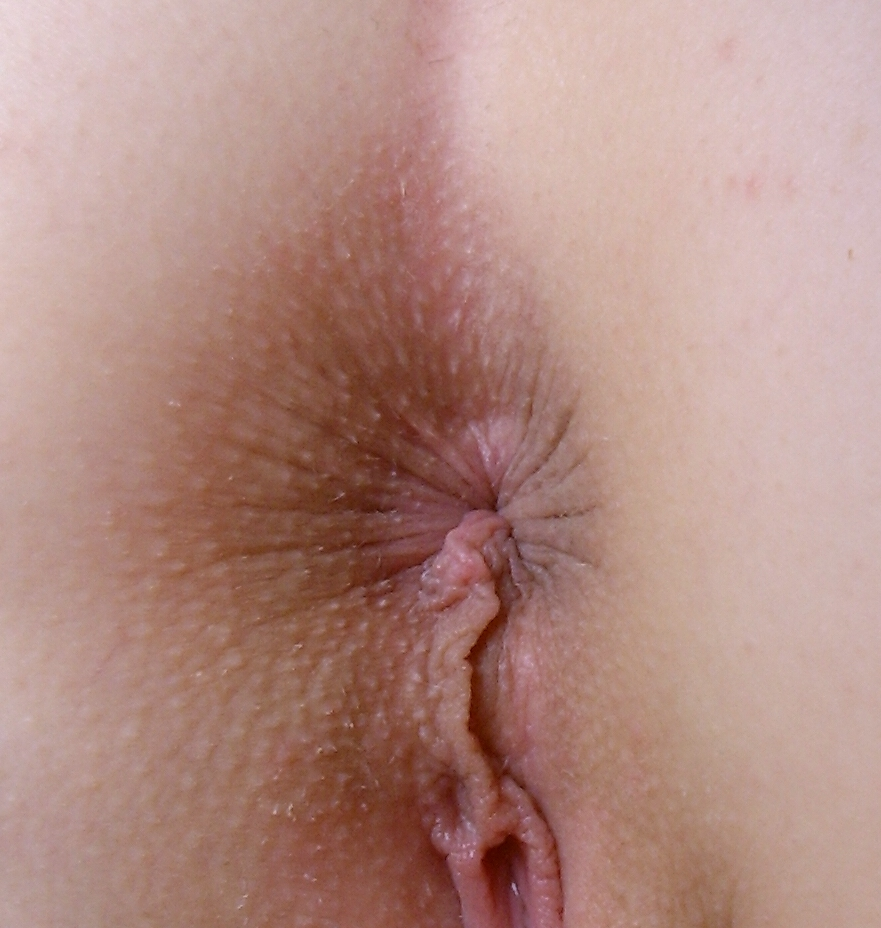
Ženský řitní otvor – na hrázi mezi řití a pochvou probíhá v mediánní rovině dominantní kožní šev – raphe perinei.

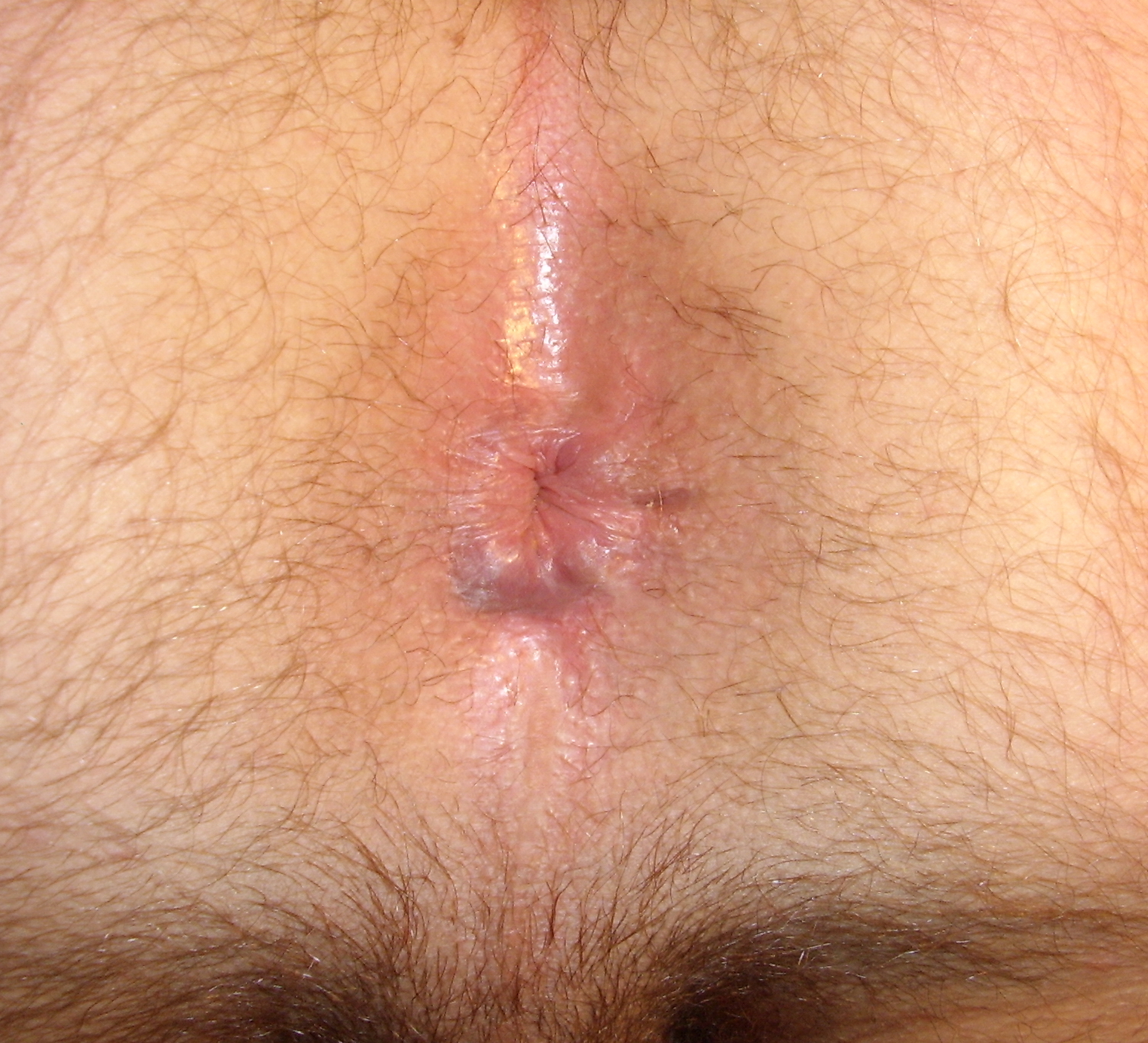
Mužský řitní otvor

Řitní nebo též anální otvor (lat. anus, též řiť, vulg. anál) je vyústění konečného oddílu trávicí soustavy (konečníku) na povrch těla. Jeho uzavírání je ovládáno kruhovým svalem (řitním svěračem). Řitním otvorem se při defekaci dostávají z těla výkaly, což je jeho primárním účelem. Většina zvířat — od jednoduchých červů až po slony — mají trubicovitou trávicí soustavu, která začíná ústním otvorem na jednom konci a končí řití na druhém. Společné označení pro konečník a řiť je anorectum.
Řiť je často tabuizovaná část těla. Existuje mnoho slangových výrazů spojených s řití, které jsou obecně považovány za vulgární a nejsou používány při zdvořilé konverzaci.

## Lidská řiť
Lidská řiť se nalézá mezi hýžděmi, za hrází. Obepínají ji dva řitní svěrače, vnitřní a vnější. Ty drží řitní otvor uzavřený, dokud není čas pro defekaci. Jeden svěrač je z hladkého svalstva a nelze ho ovládat vůlí. Druhý je z příčně pruhovaného svalstva a je možné ho ovládnout vůlí. Insuficience (nedostatečnost) těchto svěračů vede k fekální inkontinenci.

## Bělení řitního otvoru
V rámci porno průmyslu, ale částečně i mimo něj, existují postupy omlazení řitního otvoru, spočívající v potlačení jeho pigmentového zabarvení (věkem tmavne). Tyto postupy se označují jako anal bleaching.